# Partido Arrecifes
Arrecifes ist ein Partido im Norden der Provinz Buenos Aires in Argentinien. Laut einer Schätzung von 2019 hat der Partido 31.133 Einwohner auf 1.183 km². Der Verwaltungssitz ist die Stadt Arrecifes.

## Orte
Arrecifes ist in 3 Ortschaften und Städte, sogenannte Localidades, unterteilt.
- Arrecifes (Verwaltungssitz)
- Todd
- Viña